# Henry Yule
Henry Yule (Inveresk, 1º maggio 1820 – Earl's Court, 30 dicembre 1889) è stato un orientalista scozzese.
Pubblicò molti libri di viaggi, incluse traduzioni dell'opera di Marco Polo e dei Mirabilia del frate domenicano del XIV secolo Giordano di Séverac. Fu anche il compilatore di un dizionario di termini angloindiani, l'Hobson-Jobson, insieme ad Arthur Coke Burnell.

## Biografia

### Infanzia e giovinezza
Henry Yule nacque a Inveresk vicino ad Edimburgo in Scozia il 1º maggio 1820. Era il figlio minore del maggiore William Yule (1764–1839) e di sua moglie Elizabeth Paterson (morta nel 1827 circa). William Yule aveva servito come ufficiale nell'esercito del Bengala della Compagnia delle Indie orientali e si era ritirato nel 1806. Si interessava all'arabo e alla letteratura persiana e collezionava antichi manoscritti. Questi in seguito furono donati dai suoi figli al British Museum. Tradusse gli Apothegms of Ali the son of Abu Talib ("Apoftegmi di Ali figlio di Abu Talib", riferito ad Ali, il successore di Maometto, il profeta dell'Islam; l'oscura parola inglese apothegm ("apoftegma") si riferisce a detti brevi e concisi, vedi ḥadīth.)
La madre di Yule morì prima che lui avesse otto anni e William si trasferì a Edimburgo con i figli. Yule frequentò la Royal High School e poi nel 1833 fu mandato a lezione dal reverendo Henry Hamilton nella sua canonica nel villaggio di Wath vicino a Ripon nel North Yorkshire. Quando Hamilton si trasferì a Cambridge nell'anno seguente, Yule fu affidato alle cure del reverendo James Challis, a Papworth Everard vicino a Cambridge. Gli altri alunni residenti erano John Neale e Harvey Goodwin. (Neale cofondò la Società di Santa Margherita, un ordine femminile nella Chiesa anglicana dedicato alla cura degli infermi, mentre Goodwin divenne vescovo di Carlisle.) Il soggiorno di Yule a Papworth Everard finì nel 1826 quando Challis fu nominato professore plumiano di astronomia e si trasferì all'osservatorio di Cambridge.
Dopo un breve periodo allo University College London, Yule entrò nell'East India Military College ad Addiscombe vicino a Croydon (1837–8), seguito dal Royal Engineers Establishment a Chatham (Kent). Ottenne la sua nomina a ufficiale nel dicembre 1838, e si arruolò nei Genieri del Bengala nel 1840.
Entrambi i fratelli di Henry lavorarono in India. Il maggiore, George Udny Yule (1813–1886), lavorò nella pubblica amministrazione del Bengala. L'altro fratello, Robert (1817–1857), morì vicino a Delhi durante la rivolta indiana. Lo statistico Udny Yule era il figlio di George e quindi il nipote di Henry.

### Periodo indiano

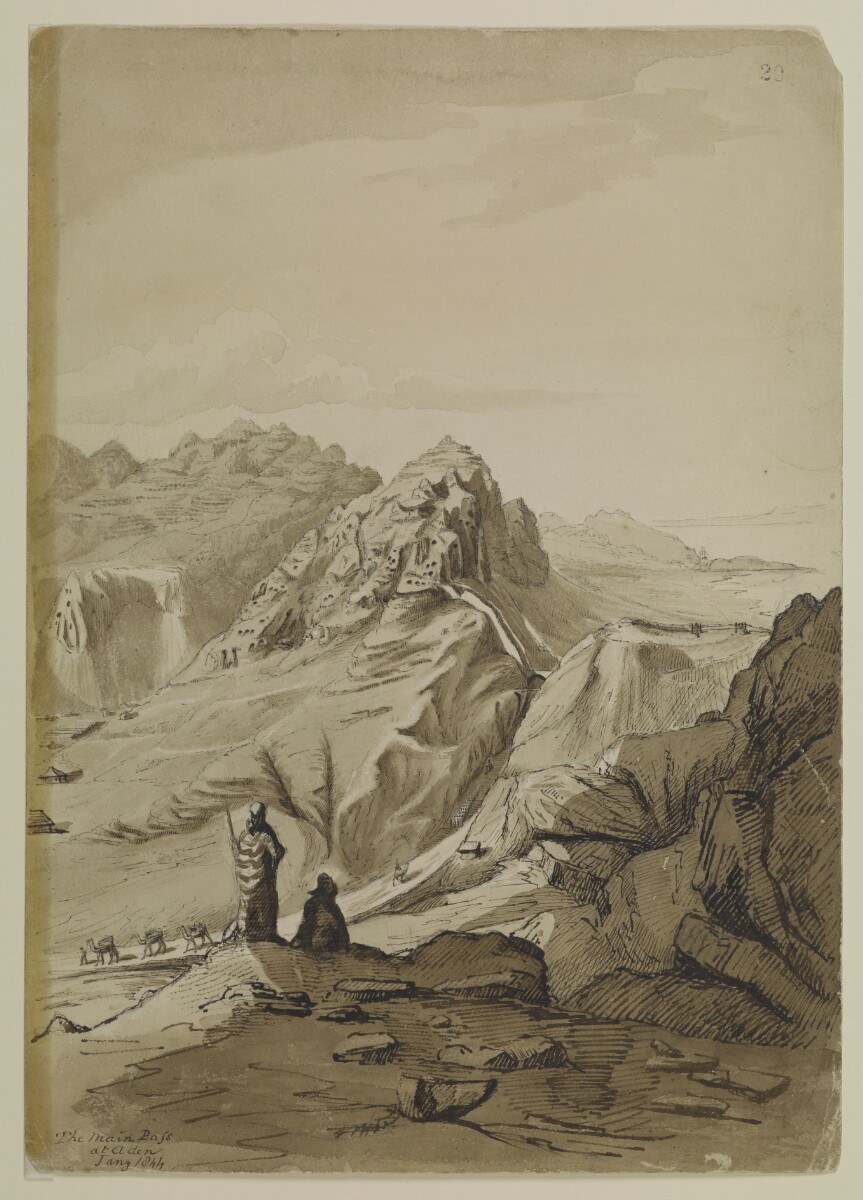
Il passaggio principale, Aden di Yule, disegnato nel gennaio 1844 durante il suo viaggio di ritorno in India.

Yule arrivò a Calcutta alla fine del 1840. La sua prima assegnazione fu nei Monti Khasi, un'area remota a nordest del Bengala nello stato moderno del Meghalaya. La sua missione era di stabilire un metodo pratico per trasportare il carbone alle pianure In questo non ebbe successo, ma rimase affascinato dalla regione e scrisse un resoconto sulla sua gente. Nel 1842 fu trasferito a una squadra di genieri guidata dal capitano (in seguito generale) William Baker incaricata della costruzione di canali di irrigazione. Il loro quartier generale era a Karnal, 130 km (81 mi) a nord di Delhi.
Yule ritornò in Inghilterra nel 1843 e sposò sua cugina Anna Maria (m. 1875), figlia del maggior generale Martin White della Fanteria del Bengala (m. 1856). Nel novembre 1843 ella lo riaccompagnò in India, ma ritornò per via della salute cagionevole. Egli fu nominato in un comitato incaricato di indagare la relazione tra l'irrigazione del progettato Canale del Gange e il suo impatto sulla salute pubblica nell'area. Prestò servizio in entrambe le guerre sikh (1845-6 e 1848-9). Nel 1849 prese tre anni congedo prolungato e ritornò a vivere a Edimburgo con sua moglie. Tenne lezioni alla Scottish Naval and Military Academy e scrisse un volume sulle fortificazioni (1851).
Una figlia, Amy, nacque nel 1852 e, poco dopo la sua nascita, Yule ritornò in Bengala. Lavorò in Arakan e Birmania e fu messo a capo di un nuovo sistema ferroviario. Questo fu interrotto da un'assegnazione come segretario della missione del colonnello Arthur Phayre ad Ava (Birmania), nel 1855. Nel 1858 pubblicò il suo resoconto di questo viaggio, Narrative of the Mission to the Court of Ava con illustrazioni. La ribellione del 1857 gli rese la vita difficile e, sebbene Yule fosse vicino ai governatori generali Lord Dalhousie e Lord Canning, perse interesse per il suo lavoro.

### Ritiro in Europa
Yule si ritirò nel 1862, e la morte di Canning in quell'anno rese difficile per lui trovare un qualsiasi incarico ufficiale a Londra. Nel 1863 fu nominato Compagno dell'Ordine del Bagno attraverso l'influenza di sir Roderick Murchison. Dedicò io suo tempo libero alla storia e alla geografia medievale dell'Asia centrale. Sua moglie si ammalò, e attraversarono l'Europa per stabilirsi a   Palermo (Sicilia). Egli fece uso là durante questo periodo delle biblioteche pubbliche riccamente fornite. Pubblicò Cathay and the Way Thither (1866), e il Book of Marco Polo (1871), per il quale ricevette la Medaglia d'Oro del Fondatore della Royal Geographical Society l'anno seguente. Dopo la morte di sua moglie nel 1875, Yule ritornò in Inghilterra dove fu nominato nel Consiglio dell'India. Yule si risposò nel 1877, la sua nuova moglie Mary Wilhelmina (morta il 26 aprile 1881), figlia di un funzionario pubblico bengalese, Fulwar Skipwith.
Yule fu membro, e dal 1877 al 1889 presidente, della Hakluyt Society. Fu anche vice-presidente della Royal Geographical Society (1887–9), e sarebbe diventato presidente se non fosse stato per una protesta che condusse insieme a Henry Hyndman contro Henry Morton Stanley. La Society voleva accogliere Stanley, ma Yule si opponeva ai metodi violenti da lui usati in Africa. Uno dei suoi eroi, d'altro canto, era Garnet Wolseley, I visconte Wolseley.
Per la Hakluyt Society, Yule curò i Mirabilia Descripta (1863), una traduzione dei viaggi del frate del XIV secolo Giordano di Séverac, e The Diary of William Hedges (3 voll., 1887–89). Quest'ultimo contiene una biografia del governatore Pitt, nonno di William Pitt il Vecchio. Compilò introduzioni a Mongolia (1876) di Nikolaj Prževal'skij e a The River of Golden Sand (1880) del capitano William Gill. Scrisse note biografiche per il Journal dei Genieri Reali e molte voci geografiche nell'Encyclopædia Britannica.
L'opera più popolare di Yule, compilata con Arthur C. Burnell, fu l'Hobson-Jobson (1886), un dizionario storico di parole e locuzioni angloindiani che continua a fornire una migliore comprensione della lingua usata nell'India Britannica.
Yule morì nella sua casa a Earls Court, Londra, il 30 dicembre 1889 all'età di 69 anni, ed è sepolto a Tunbridge Wells.

## Premi
Yule ricevette un dottorato onorario (LL.D.) dall'Università di Edimburgo nel 1884 e prestò servizio commissario reale per l'Esposizione Coloniale e Indiana del 1886. Fu nominato Cavaliere Commendatore dell'Ordine della Stella d'India nel 1889.

## Pubblicazioni scelte
Per un elenco completo vedi Cordier & Yule (1903).
- Henry Yule, Notes on the iron of the Khasia Hills, for the Museum of Economic Geography, in Journal of the Asiatic Society of Bengal, 11 Parte 2, Lug-Dic, n. 129, 1842,  pp. 853-857.
- Henry Yule, Notes on the Khasia Hills, and people, in Journal of the Asiatic Society of Bengal, 14 Parte 2, Lug-Dic, n. 152, 1844,  pp. 612-631.
- Henry Yule, Fortification for officers of the army and students of military history, Edinburgh, William Blackwood & Sons, 1851.
- Henry Yule, A narrative of the mission sent by the governor-general of India to the court of Ava in 1855, with notices of the country, government, and people, London, Smith, Elder & Co., 1858.
- Henry, ed. and trans. Yule, Mirabilia descripta: the wonders of the East, London, Hakuyt Society, 1863.
- Henry Yule (a cura di), Cathay and the way thither: being a collection of medieval notices of China (2 Volumes), London, Hakluyr Society, 1866. Scansioni da Google: Volume 1, Volume 2. Scansioni dal Digital Silk Road Project: Volume 1, Volume 2
- Henry Yule (a cura di), The Book of Ser Marco Polo (2 Volumes), London, John Murray, 1871. Volume 1, Volume 2.
- Henry Yule (a cura di), The diary of William Hedges, esq. (afterwards Sir William Hedges), during his agency in Bengal: as well as on his voyage out and return overland (1681-1697), London, Hakuyt Society, 1887–1889. Volume 1; Volume 2; Volume 3 William Hedges era un amministratore della Compagnia delle Indie orientali.
- Henry Yule e A.C. Burnell, Hobson-Jobson: A glossary of colloquial Anglo-Indian words and phrases, and of kindred terms, etymological, historical, geographical and discursive, William Crooke ed., London, J. Murray, 1903  [1886]. (Base dati ricercabile)

Edizioni riviste da Henri Cordier
- Henry Yule e Henri Cordier (a cura di), The Book of Ser Marco Polo (2 Volumes), 3ª ed., London, John Murray, 1903. Volume 1; Volume 2. Scansione dal Digital Silk Road Project:  Volume 1 Volume 2.
- Henry Yule e Henri Cordier (a cura di), Cathay and the way thither: being a collection of medieval notices of China (4 Volumes), 2ª ed., London, Hakluyr Society, 1915. Volume 1; Volume 2; Volume 3; Volume 4.

Contributi
- Henry Yule, The geography and history of the upper waters of the Oxus, in John Wood (a cura di), A Journey to the Source of the River Oxus, 2ª ed., London, Murray, 1872,  pp. xxi-xci.
- Nikolai Mikhailovich Przhevalskii, Mongolia, the Tangut country, and the solitudes of northern Tibet, being a narrative of three years' travel in eastern high Asia (2 Volumes), Morgan, E. Delmar (translator), Yule, Henry (Introduction and Notes), London, S. Low, Marston, Searle, & Rivington, 1876. Volume 1, Volume 2. I viaggi di Nikolaj Prževal'skij.